# Puchar Challenge w piłce siatkowej mężczyzn (2022/2023)/1/16 finału
Artykuł stanowi zestawienie wyników 1/16 finału Pucharu Challenge w piłce siatkowej mężczyzn w sezonie 2022/2023. 1/16 finału stanowiła drugą rundę rozgrywek. Uczestniczyły w niej 32 drużyny z 22 federacji, w tym 16 zespołów, które awansowały z 1/32 finału oraz 16 zespołów z najwyżej sklasyfikowanych federacji. 
Zwycięzcy w parach awansowali do 1/8 finału.
Mecze 1/16 finału odbyły się w dniach 8-17 listopada 2022 roku.

## Drużyny uczestniczące
W 1/16 finału Pucharu Challenge uczestniczyły 32 drużyny: 16 zespołów, które awansowały z 1/32 finału oraz 16 zespołów, które automatycznie zostały rozstawione w 1/16 finału.
| Rk                                            | Federacja            | Drużyna 1                               | Drużyna 2                  | Drużyna 3                    |
| --------------------------------------------- | -------------------- | --------------------------------------- | -------------------------- | ---------------------------- |
| 5                                             | Czechy               | Aero Odolena Voda (L4)                  |                            |                              |
| 6                                             | Portugalia           | Sporting CP (L2)                        | AJ Fonte Bastardo (L3)     |                              |
| 7                                             | Belgia               | Lindemans Aalst (L4)                    |                            |                              |
| 8                                             | Rumunia              | Steaua Bukareszt (L4)                   |                            |                              |
| 9                                             | Szwajcaria           | Lausanne UC (L4)                        |                            |                              |
| 10                                            | Bułgaria             | Montana (L3)                            | Deja sport Burgas (L4)     |                              |
| 11                                            | Finlandia            | Akaa-Volley (L3)                        | Kokkolan Tiikerit (L5)     |                              |
| 12                                            | Austria              | UVC Holding Graz (L3)                   |                            |                              |
| 13                                            | Holandia             | Active Living Orion Doetinchem (L2)     |                            |                              |
| 15                                            | Estonia              | Bigbank Tartu (L1)                      | Pärnu VK (L2)              |                              |
| 16                                            | Węgry                | GreenPlan-Vegyész RC Kazincbarcika (L4) |                            |                              |
| 17                                            | Grecja               | Panathinaikos AO (L1)                   | Olympiakos SFP (L2)        | PAOK (L4)                    |
| 19                                            | Ukraina              | Epicentr-Podolany Horodok (L1)          | Prometej Dnipro (L3)       |                              |
| 20                                            | Chorwacja            | OK Ribola Kaštela (L3)                  |                            |                              |
| 21                                            | Hiszpania            | Melilla Sport Capital (L2)              |                            |                              |
| 23                                            | Bośnia i Hercegowina | OK Borac Banja Luka (L3)                |                            |                              |
| 24                                            | Norwegia             | TIF Viking Bergen (L2)                  |                            |                              |
| 28                                            | Cypr                 | Omonia Nikozja (L1)                     |                            |                              |
| 29                                            | Izrael               | Maccabi Yaadim Tel Awiw (L1)            | Hapoel Matte Aszer (L2)    | Hapoel Jo’aw Kefar Sawa (L3) |
| 35                                            | Słowacja             | Rieker UJS Komárno (L1)                 | VK Mirad UNIPO Prešov (L2) |                              |
| 37                                            | Luksemburg           | VC Stroossen (L1)                       |                            |                              |
| =39                                           | Azerbejdżan          | Murov Baku (L1)                         |                            |                              |
| Legenda: Ln – n miejsce w mistrzostwach kraju |                      |                                         |                            |                              |

### Podział na drużyny rozstawione i nierozstawione
Drużynami nierozstawionymi były te, które awansowały z 1/32 finału, natomiast rozstawionymi te, które udział w rozgrywkach rozpoczynały od 1/16 finału. Od 1/16 finału udział w rozgrywkach rozpoczynały pierwsze drużyny z 16 federacji zajmujących najwyższe miejsce w rankingu spośród tych, które zgłosiły uczestników do Pucharu Challenge.
Pary 1/16 finału powstały automatycznie poprzez dopisanie zespołów, które awansowały z 1/32 finału do tych rozpoczynających rozgrywki od 1/16 finału na podstawie ustalonego w drodze losowania diagramu.
| Drużyny rozstawione                | Drużyny nierozstawione    |
| ---------------------------------- | ------------------------- |
| Aero Odolena Voda                  | AJ Fonte Bastardo         |
| Sporting CP                        | Deja sport Burgas         |
| Lindemans Aalst                    | Kokkolan Tiikerit         |
| Steaua Bukareszt                   | Pärnu VK                  |
| Lausanne UC                        | Panathinaikos AO          |
| Montana                            | PAOK                      |
| Akaa-Volley                        | Epicentr-Podolany Horodok |
| Active Living Orion Doetinchem     | TIF Viking Bergen         |
| UVC Holding Graz                   | Omonia Nikozja            |
| Bigbank Tartu                      | Maccabi Yaadim Tel Awiw   |
| GreenPlan-Vegyész RC Kazincbarcika | Hapoel Matte Aszer        |
| Olympiakos SFP                     | Hapoel Jo’aw Kefar Sawa   |
| Prometej Dnipro                    | Rieker UJS Komárno        |
| OK Ribola Kaštela                  | VK Mirad UNIPO Prešov     |
| Melilla Sport Capital              | VC Stroossen              |
| OK Borac Banja Luka                | Murov Baku                |

## Tabela wyników
| Drużyna 1                 | Punkty | Drużyna 2                          | Mecz 1 | Mecz 2 | Złoty set |
| ------------------------- | ------ | ---------------------------------- | ------ | ------ | --------- |
| Maccabi Yaadim Tel Awiw   | 6 – 0  | GreenPlan-Vegyész RC Kazincbarcika | 3:1    | 3:1    |           |
| PAOK                      | 6 – 0  | Montana                            | 3:0    | 3:1    |           |
| Omonia Nikozja            | 5 – 1  | OK Ribola Kaštela                  | 3:2    | 3:1    |           |
| Hapoel Jo’aw Kefar Sawa   | 0 – 6  | Lindemans Aalst                    | 1:3    | 0:3    |           |
| VK Mirad UNIPO Prešov     | 2 – 4  | Bigbank Tartu                      | 3:2    | 0:3    |           |
| AJ Fonte Bastardo         | 6 – 0  | Akaa-Volley                        | 3:0    | 3:0    |           |
| Epicentr-Podolany Horodok | 6 – 0  | Melilla Sport Capital              | 3:0    | 3:0    |           |
| Pärnu VK                  | 0 – 6  | Sporting CP                        | 0:3    | 0:3    |           |
| Rieker UJS Komárno        | 0 – 6  | Olympiakos SFP                     | 1:3    | 0:3    |           |
| Deja sport Burgas         | 0 – 6  | Lausanne UC                        | 3:1    | 3:1    |           |
| Hapoel Matte Aszer        | 6 – 0  | Prometej Dnipro                    | 3:1    | 3:1    |           |
| Kokkolan Tiikerit         | 1 – 5  | Steaua Bukareszt                   | 2:3    | 0:3    |           |
| VC Stroossen              | 0 – 6  | Active Living Orion Doetinchem     | 0:3    | 0:3    |           |
| Murov Baku                | 6 – 0  | UVC Holding Graz                   | 3:0    | 3:0    |           |
| TIF Viking Bergen         | 6 – 0  | OK Borac Banja Luka                | 3:0    | 3:0    |           |
| Panathinaikos AO          | 6 – 0  | Aero Odolena Voda                  | 3:0    | 3:1    |           |

## Wyniki spotkań
|  | Maccabi Yaadim Tel Awiw | 6 – 0 | GreenPlan-Vegyész RC Kazincbarcika |  |

| 16.11.2022 18:00 (UTC+1) | GreenPlan-Vegyész RC Kazincbarcika Dávid Szabó 17 pkt | 1:3 (25:22, 21:25, 16:25, 16:25) raport | Maccabi Yaadim Tel Awiw Aleksandr Safonow 21 pkt | Don Bosco Sportközpont, Kazincbarcika Widzów: 200 Sędziowie: Jana Niklová i Vladimir Cvetković |

| 17.11.2022 18:00 (UTC+1) | GreenPlan-Vegyész RC Kazincbarcika Péter Blázsovics 13 pkt | 1:3 (25:23, 16:25, 13:25, 19:25) raport | Maccabi Yaadim Tel Awiw Aleksandr Safonow 22 pkt | Don Bosco Sportközpont, Kazincbarcika Widzów: 200 Sędziowie: Arzu Uzatöz i Jana Niklová |

|  | PAOK | 6 – 0 | Montana |  |

| 09.11.2022 19:00 (UTC+2) | PAOK Bram Van den Dries 17 pkt | 3:0 (25:19, 25:15, 25:16) raport | Montana Mirosław Gradinarow 14 pkt | Hala sportowa PAOK, Saloniki Widzów: 250 Sędziowie: Tom Knaepkens i Markus Petsche |

| 16.11.2022 18:00 (UTC+2) | Montana Dimityr Kałczew 9 pkt Łubosław Simeonow 9 pkt | 1:3 (20:25, 16:25, 25:23, 20:25) raport | PAOK Bram Van den Dries 25 pkt | Hala sportowa "Mładost", Montana Widzów: 400 Sędziowie: Nikola Kozić i Veaceslav Prozorov |

|  | Omonia Nikozja | 5 – 1 | OK Ribola Kaštela |  |

| 15.11.2022 17:30 (UTC+1) | OK Ribola Kaštela Ante Kulušić 22 pkt | 2:3 (25:20, 19:25, 25:23, 16:25, 12:15) raport | Omonia Nikozja Nikolas Elefteriu 19 pkt | Gradska dvorana, Kaštel Stari Widzów: 140 Sędziowie: Miklós Horváth i Mihajlo Milojević |

| 16.11.2022 17:30 (UTC+1) | OK Ribola Kaštela Edin Mehić 26 pkt | 1:3 (20:25, 15:25, 25:18, 22:25) raport | Omonia Nikozja Nikolas Elefteriu 17 pkt | Gradska dvorana, Kaštel Stari Widzów: 120 Sędziowie: Mihajlo Milojević i Zdravko Jakiša |

|  | Hapoel Jo’aw Kefar Sawa | 0 – 6 | Lindemans Aalst |  |

| 09.11.2022 19:00 (UTC+2) | Hapoel Jo’aw Kefar Sawa Tamir Hershko 21 pkt | 1:3 (23:25, 18:25, 26:24, 23:25) raport | Lindemans Aalst Seppe Baetens 17 pkt | Hala sportowa im. Arika Einsteina, Kefar Sawa Widzów: 220 Sędziowie: Caner Çıldır i Jeorjadis Emanuil |

| 16.11.2022 20:30 (UTC+1) | Lindemans Aalst Egor Bogachev 15 pkt | 3:0 (25:18, 25:17, 25:20) raport | Hapoel Jo’aw Kefar Sawa Tamir Hershko 9 pkt | Sportcentrum Schotte, Aalst Widzów: 423 Sędziowie: Serena Salvati i Ilja Penkow |

|  | VK Mirad UNIPO Prešov | 2 – 4 | Bigbank Tartu |  |

| 08.11.2022 18:00 (UTC+1) | VK Mirad UNIPO Prešov Lukáš Smolej 26 pkt | 3:2 (22:25, 23:25, 26:24, 25:20, 15:10) raport | Bigbank Tartu Matěj Šmídl 20 pkt | Športová hala Prešovskej univerzity, Preszów Widzów: 500 Sędziowie: Joseph Gore i Bosko Milić |

| 16.11.2022 19:00 (UTC+2) | Bigbank Tartu Matěj Šmídl 17 pkt | 3:0 (25:23, 25:14, 25:23) raport | VK Mirad UNIPO Prešov Ivo Mikovčík 11 pkt | Tartu Ülikooli spordihoone, Tartu Widzów: 586 Sędziowie: Jón Ólafur Valdimarsson i Morten Engborg Klein |

|  | AJ Fonte Bastardo | 6 – 0 | Akaa-Volley |  |

| 09.11.2022 20:30 (UTC-1) | AJ Fonte Bastardo Edson Valencia 24 pkt | 3:0 (26:24, 25:18, 25:20) raport | Akaa-Volley Ali Fazli 16 pkt | Complexo Desportivo Vitorino Nemésio, Praia da Vitória Widzów: 637 Sędziowie: Fernando Cerrato i Sébastien Jacob |

| 16.11.2022 18:30 (UTC+2) | Akaa-Volley Gregory Petty 15 pkt | 0:3 (21:25, 22:25, 22:25) raport | AJ Fonte Bastardo Edson Valencia 13 pkt | Akaa Areena, Akaa Widzów: 302 Sędziowie: Kristjan Vanaveski i Jens Olav Rydningen |

|  | Epicentr-Podolany Horodok | 6 – 0 | Melilla Sport Capital |  |

| 10.11.2022 18:00 (UTC+1) | Epicentr-Podolany Horodok Andrij Rohożyn 11 pkt | 0:3 (15:25, 21:25, 22:25) raport | Melilla Sport Capital Agustín Luengas 12 pkt | Centrum sportu, Błonie Widzów: 265 Sędziowie: Bojan Brlas i Danica Viktoríni Lisá |

| 16.11.2022 20:00 (UTC+1) | Melilla Sport Capital Federico Martina 11 pkt | 3:0 (25:19, 25:21, 25:21) raport | Epicentr-Podolany Horodok Jewhenij Kisiluk 15 pkt | Pabellón de Deportes Javier Imbroda Ortiz, Melilla Widzów: 1500 Sędziowie: José Caramez i Yves Kälin |

|  | Pärnu VK | 0 – 6 | Sporting CP |  |

| 09.11.2022 19:00 (UTC+2) | Pärnu VK Luiz Henrique Damas 7 pkt Kaur Erik Kais 7 pkt | 0:3 (17:25, 12:25, 14:25) raport | Sporting CP José Masso 12 pkt | Pärnu spordihall, Parnawa Widzów: 310 Sędziowie: Cédric Grellier i Süleyman Yalcın |

| 16.11.2022 19:30 (UTC±0) | Sporting CP Brian Melgarejo 12 pkt | 3:0 (25:17, 25:15, 25:19) raport | Pärnu VK Kaur Erik Kais 9 pkt | Pavilhão João Rocha, Lizbona Widzów: 214 Sędziowie: Francisco Sabroso i Tajana Kramar Šandl |

|  | Rieker UJS Komárno | 0 – 6 | Olympiakos SFP |  |

| 09.11.2022 19:00 (UTC+1) | Rieker UJS Komárno Łukasz Szarek 21 pkt | 1:3 (18:25, 25:16, 24:26, 19:25) raport | Olympiakos SFP Tonček Štern 20 pkt | Mestská športová hala, Komárno Widzów: 750 Sędziowie: Iwan Momirow i Endri Zguri |

| 16.11.2022 19:00 (UTC+2) | Olympiakos SFP Tonček Štern 14 pkt | 3:0 (25:12, 25:21, 25:21) raport | Rieker UJS Komárno Marek Gergely 12 pkt | Hala sportowa «Melina Merkuri», Ajos Joanis Rendis Widzów: 450 Sędziowie: Lars Wuhnow i Kirił Stojanow |

|  | Deja sport Burgas | 6 – 0 | Lausanne UC |  |

| 08.11.2022 19:00 (UTC+2) | Deja sport Burgas Nikołaj Uczikow 17 pkt | 3:1 (27:25, 25:12, 19:25, 25:17) raport | Lausanne UC Germán Johansen 18 pkt | Hala sportowa "Mładost", Burgas Widzów: 1500 Sędziowie: Nuno Teixeira i Milan Nikolić |

| 16.11.2022 19:00 (UTC+1) | Lausanne UC Germán Johansen 11 pkt | 1:3 (25:22, 16:25, 15:25, 19:25) raport | Deja sport Burgas Stefano Patriarca 13 pkt Nikołaj Uczikow 13 pkt | Centre Sportif Universitaire de Dorigny – SOS II, Lozanna Widzów: 700 Sędziowie: Massimo Fanucci i Martin Stenbock |

|  | Hapoel Matte Aszer | 6 – 0 | Prometej Dnipro |  |

| 08.11.2022 19:00 (UTC+2) | Hapoel Matte Aszer Jewgienij Bannow 20 pkt | 3:1 (25:16, 25:21, 21:25, 25:20) raport | Prometej Dnipro Dmytro Szapował 19 pkt | Hala sportowa Na'aman, Kefar Masaryk Widzów: 800 Sędziowie: Eva Tomec i Riccardo Ragazzini |

| 10.11.2022 19:00 (UTC+2) | Hapoel Matte Aszer Jewgienij Bannow 23 pkt | 3:1 (30:32, 25:22, 25:20, 28:26) raport | Prometej Dnipro Ołeksandr Hładeńko 17 pkt Dmytro Szapował 17 pkt | Hala sportowa Na'aman, Kefar Masaryk Widzów: 800 Sędziowie: Rubén Sánchez i Eva Tomec |

|  | Kokkolan Tiikerit | 1 – 5 | Steaua Bukareszt |  |

| 09.11.2022 18:30 (UTC+2) | Kokkolan Tiikerit Daniel Thiessen 31 pkt | 2:3 (20:25, 25:16, 18:25, 25:23, 9:15) raport | Steaua Bukareszt Marius Iftime 20 pkt | Hollihaan liikuntahalli, Kokkola Widzów: 580 Sędziowie: Zoran Radovanović i Ellen Mari Burheim |

| 16.11.2022 18:00 (UTC+2) | Steaua Bukareszt Ciprian Matei 12 pkt Wojciech Sobala 12 pkt | 3:0 (25:17, 25:17, 25:21) raport | Kokkolan Tiikerit Daniel Thiessen 9 pkt | Sala "Mihai Viteazul", Bukareszt Widzów: 200 Sędziowie: Rafael Tabares i Borisław Jordanow |

|  | VC Stroossen | 0 – 6 | Active Living Orion Doetinchem |  |

| 09.11.2022 19:00 (UTC+1) | VC Stroossen Sina Arab 11 pkt Boris Milošević 11 pkt | 0:3 (20:25, 20:25, 22:25) raport | Active Living Orion Doetinchem Samuli Kaislasalo 16 pkt | Hall omnisports, Strassen Widzów: 340 Sędziowie: Thien Khuc i Chari Sałabaszjan |

| 16.11.2022 20:00 (UTC+1) | Active Living Orion Doetinchem Edson Felicissimo 15 pkt | 3:0 (25:18, 25:8, 25:13) raport | VC Stroossen Brett Dailey 6 pkt | SaZa Topsporthal, Doetinchem Widzów: 350 Sędziowie: Giordano Dos Santos i Antonio Correa |

|  | Murov Baku | 6 – 0 | UVC Holding Graz |  |

| 08.11.2022 19:00 (UTC+4) | Murov Baku Władisław Kunczenko 17 pkt | 3:0 (25:13, 25:18, 25:23) raport | UVC Holding Graz Julian Zagar 10 pkt | Dərnəgül Voleybol Mərkəzində, Baku Widzów: 500 Sędziowie: Seçkin Yener i Iris Fogel Stojcic |

| 09.11.2022 18:00 (UTC+4) | Murov Baku Władisław Kunczenko 17 pkt | 3:0 (25:13, 25:12, 25:23) raport | UVC Holding Graz Anes Perezic 7 pkt Benedikt Sablatnig 7 pkt | Dərnəgül Voleybol Mərkəzində, Baku Widzów: 500 Sędziowie: Malek Butto i Seçkin Yener |

|  | TIF Viking Bergen | 6 – 0 | OK Borac Banja Luka |  |

| 09.11.2022 19:00 (UTC+1) | TIF Viking Bergen Eirik Mjelde Bjelland 14 pkt | 3:0 (25:18, 25:16, 25:18) raport | OK Borac Banja Luka Miloš Popović 8 pkt | Åsane Arena, Bergen Widzów: 579 Sędziowie: Michael Andersen i Toni Ivković |

| 10.11.2022 19:00 (UTC+1) | TIF Viking Bergen Kristian Morken Bjelland 9 pkt Lars Maaseide 9 pkt | 3:0 (25:16, 25:16, 25:18) raport | OK Borac Banja Luka Miloš Popović 9 pkt | Åsane Arena, Bergen Widzów: 298 Sędziowie: Toni Ivković i Martin Janakiew |

|  | Panathinaikos AO | 6 – 0 | Aero Odolena Voda |  |

| 09.11.2022 18:00 (UTC+2) | Panathinaikos AO Fernando Hernández 18 pkt | 3:0 (25:19, 25:14, 25:19) raport | Aero Odolena Voda Martin Hladík 12 pkt | Hala sportowa «Ajiu Toma», Amarusion Widzów: 650 Sędziowie: Nicklas Kjær Thomsen i Tomasz Janik |

| 16.11.2022 18:00 (UTC+1) | Aero Odolena Voda Martin Hladík 23 pkt | 1:3 (25:15, 21:25, 21:25, 19:25) raport | Panathinaikos AO Fernando Hernández 17 pkt | Sportovní hala, Odolena Voda Widzów: 713 Sędziowie: Juan Antonio Erce i Wanja Pyrwanowa |